# Manordeifi
Manordeifi är en community i Storbritannien.   Den ligger i kommunen Pembrokeshire och riksdelen Wales, i den södra delen av landet, 300 km väster om huvudstaden London.
Communityn består mest av utspridd bebyggelse förutom två små byar, Abercych och Newchapel.